# Генрих XXXVII Рейсс цу Кёстриц
Принц Генрих XXXVII Рейсс цу Кёстриц (нем. Heinrich XXXVII Prinz Reuß zu Köstritz; 1 ноября 1888, Людвигслюст — 9 февраля 1964, Гармиш-Партенкирхен) — немецкий военный деятель, генерал-лейтенант люфтваффе (1 апреля 1944). Кавалер Немецкого креста в золоте.

## Биография
Потомок древнего дворянского рода Рейсс. Отец — князь Генрих XVIII Рейсс цу Кёстриц (1847—1911), мать — герцогиня Шарлотта фон Мекленбург-Шверин (1868—1944).
22 марта 1907 года вступил в кайзерлихмарине. С 30 сентября 1911 года — 2-й торпедный офицер на тяжелом крейсере «Мольтке», с 27 сентября 1913 года — командир роты 1-го дивизиона корабельной артиллерии. Участник Первой мировой войны, с августа 1914 по январь 1915 года командовал миноносцем Т-60, затем командовал торпедной батареей в Дарданеллах. В апреле-мае 1917 года прошел подготовку офицера подводного флота. Командовал подводными лодками U-28 (с 1 октября 1916), UC-54 (10 мая 1917 — 21 мая 1918) и UB-130 (28 июня — 11 ноября 1918). Потопил 14 (35262 брт) и повредил 2 (9401 брт) вражеских корабля.
| Дата            | Название корабля     | Тип                        | Тоннаж, брт | Страна             |
| --------------- | -------------------- | -------------------------- | ----------- | ------------------ |
| 4 июля 1917     | Hurstside            | Пароход                    | 3,149       | Британская империя |
| 12 июля 1917    | Майя                 | Парусник                   | 164         | Российская империя |
| 13 июля 1917    | Loanda               | Парусник                   | 141         | Португалия         |
| 26 июля 1917    | Roberto Ivens        | Военный траулер            | 281         | Португалия         |
| 7 сентября 1917 | Myrmidon (повреждён) | Пароход                    | 4,965       | Британская империя |
| 29 января 1918  | Tosho Maru           | Пароход                    | 3,038       | Япония             |
| 2 февраля 1918  | Esterel              | Парусник                   | 238         | Италия             |
| 2 февраля 1918  | IDA                  | Парусник                   | 63          | Италия             |
| 6 февраля 1918  | Glenartney           | Пароход                    | 7,263       | Британская империя |
| 14 марта 1918   | Ardandearg           | Пароход                    | 3,237       | Британская империя |
| 27 марта 1918   | CARLO P.             | Парусник                   | 61          | Италия             |
| 3 апреля 1918   | Sylvie               | Пароход                    | 2,148       | Франция            |
| 3 мая 1918      | Pancras (повреждён)  | Пароход                    | 4,436       | Британская империя |
| 11 мая 1918     | Sant Anna            | Военное транспортное судно | 9,350       | Франция            |
| 12 мая 1918     | Vimeira              | Пароход                    | 5,884       | Британская империя |
| 16 мая 1918     | Marie Frederique     | Военный траулер            | 245         | Франция            |

В марте-сентябре 1919 года — адъютант штаба Добровольческого корпуса «Дона». 31 марта 1921 года уволен в отставку.
14 января 1935 года вступил в люфтваффе и был назначен советником Центрального отдела Имперского министерства авиации. С 1 октября 1937 года — командир батареи 13-го зенитного полка, с 1 апреля 1938 года — 1-го дивизиона 3-го зенитного полка. С 8 октября 1939 года — командир 123-го зенитного полка, с 23 октября 1940 года — начальник командования ПВО «Дания». С 26 ноября 1942 года по 9 марта 1943 — командир 4-й зенитной бригады (Мюнхен), с 10 марта 1943 года — 18-й зенитной дивизии, во главе которой принял участие в Германо-советской войне. 31 января 1944 года отозван в Берлин и назначен офицером для особых поручений при главнокомандующем люфтваффе. 30 апреля 1944 уволен в отставку.

## Семья
Был дважды женат. Первая жена — Фрида Мийотки. Поженились в 1922 году, развелись в 1930 году. Вторая жена — Стефани фон Гогенберг (1900—1990). Поженились 7 августа 1933 года. В браке родились 2 детей.

## Звания ВМФ
- Лейтенант-цур-зэе (22 марта 1907)
- Обер-лейтенант-цур-зэе (27 сентября 1913)
- Капитан-лейтенант (26 апреля 1916)

## Награды
- Орден Саксен-Эрнестинского дома (1911)
- Орден Грифона (Мекленбург)
- Почетный крест (Рейсс) 1-го класса
- Железный крест
  - 2-го класса (1 января 1917)
  - 1-го класса (2 января 1917)
- Крест «За военные заслуги» (Мекленбург-Шверин) 2-го класса (3 января 1917)
- Крест «За военные заслуги» (Брауншвейг) (4 января 1917)
- Крест «За заслуги в войне» (Мекленбург-Стрелиц)
- Крест Лёвенфельда
- Почетный крест ветерана войны с мечами
- Медаль «За выслугу лет в вермахте» 4-го и 3-го класса (12 лет 2 октября 1936) — получил обе медали одновременно.
- Памятная Олимпийская медаль (20 апреля 1937)
- Медаль «В память 1 октября 1938 года» с пряжкой «Пражский замок» (26 августа 1939)
- Пряжка к Железному кресту
  - 2-го класса (14 мая 1940)
  - 1-го класса (31 июля 1940)
- Серебряный почетный щит 11-й авиационной области (21 марта 1942)
- Нагрудный знак зенитной артиллерии люфтваффе (30 сентября 1942)
- Немецкий крест в золоте (8 февраля 1944) — как генерал-майор и командир 18-й зенитной дивизии.